# Torreblacos
Torreblacos es un municipio y localidad española de la provincia de Soria, en la comunidad autónoma de Castilla y León. El término municipal, ubicado en la comarca de las Tierras del Burgo, tiene una población de 26 habitantes (INE 2024).

## Geografía
Integrado en la comarca de Tierras del Burgo, se sitúa a 38 km de la capital provincial. El término municipal está atravesado por la carretera nacional N-122, entre los pK 194 y 195, además de por una carretera local que se dirige hacia Rioseco de Soria. Pertenece al partido judicial de Burgo de Osma. Desde el punto de vista jerárquico de la Iglesia católica forma parte de la diócesis de Osma la cual, a su vez, pertenece a la archidiócesis de Burgos.
El relieve del municipio está definido por los valles de los ríos Milanos y Abión por el sur, y por una serie de lomas y montes que ocupan la pendiente ascendiente hacia el norte, entre las que discurren algunos arroyos. La altitud oscila entre los 1100 m al noroeste y los 970 m a orillas del río Abión. El pueblo se alza a 973 m sobre el nivel del mar.
| Noroeste: Talveila                 | Norte: Blacos         | Noreste: Blacos                 |
| Oeste: Talveila y Rioseco de Soria |                       | Este: Blacos y Rioseco de Soria |
| Suroeste: Rioseco de Soria         | Sur: Rioseco de Soria | Sureste: Rioseco de Soria       |

En su término e incluidos en la Red Natura 2000 los siguientes lugares:
- Lugar de Interés Comunitario conocido como Riberas del Río Duero y afluentes, ocupando 14 hectáreas, el 1 % de su término.[1]
- Lugar de Interés Comunitario conocido como Sabinares Sierra de Cabrejas, ocupando 1063 hectáreas, el 61 % de su término.[2]

## Historia

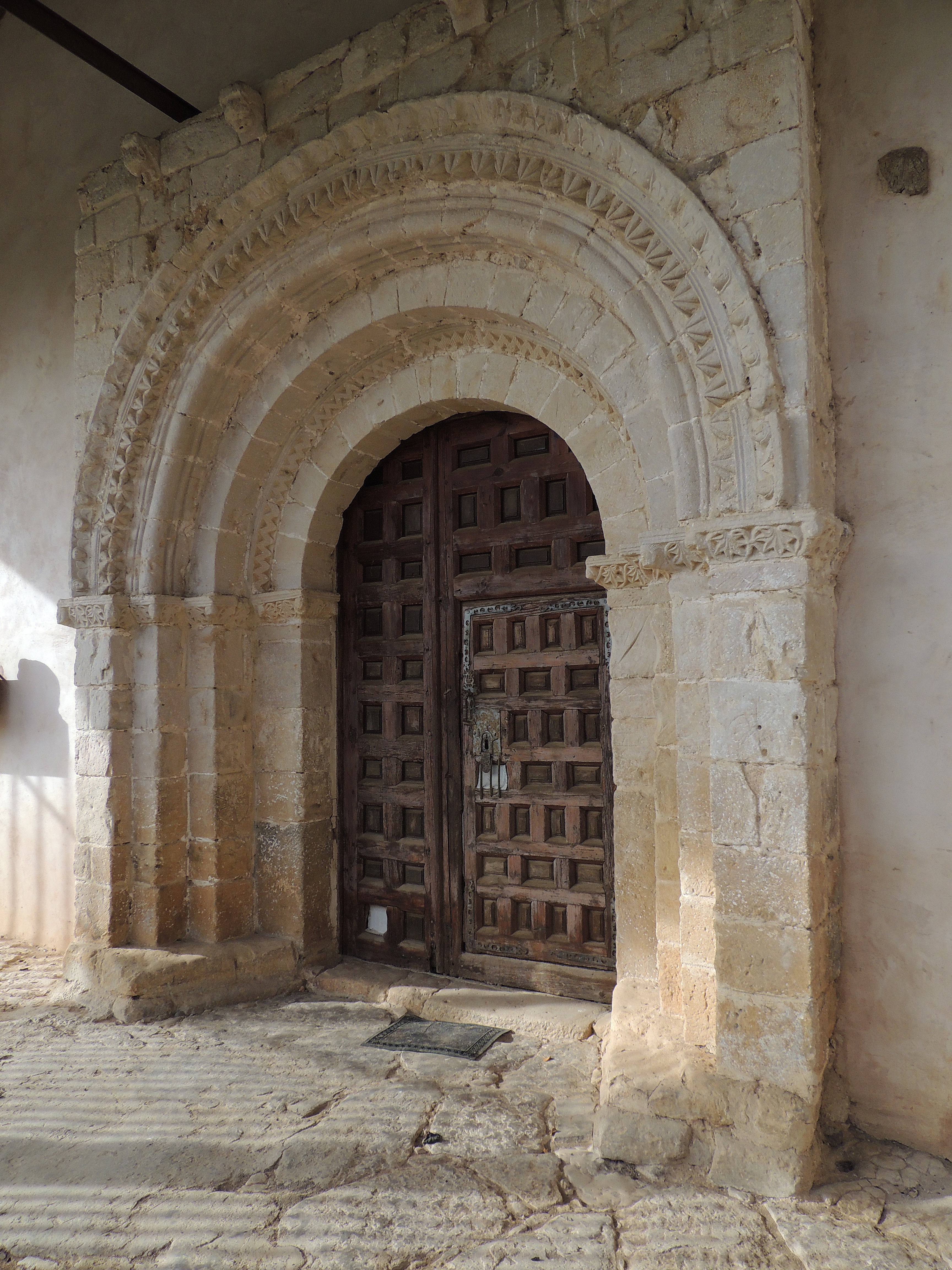
Portada de la iglesia de San Pablo

En el censo de 1879, ordenado por el conde de Floridablanca, figuraba como lugar, conocido entonces como La Torre de Blacos, del Partido de Calatañazor en la Intendencia de Soria, con jurisdicción de señorío y bajo la autoridad del alcalde pedáneo, nombrado por el duque de Medinaceli. Contaba entonces con 167 habitantes.
A la caída del Antiguo Régimen la localidad se constituye en municipio constitucional, conocido entonces como Torre de Blacos, que en el censo de 1842 contaba con 36 hogares y 144 vecinos.

## Demografía
Cuenta con una población de 26 habitantes (INE 2024).
| Gráfica de evolución demográfica de Torreblacos entre 1842 y 2021 |
| |
| Población de derecho según los censos de población del INE Población de hecho según los censos de población del INEEn estos censos se denominaba Torre de Blacos: 1842 y 1857 |